# Bicristella
Bicristella is een geslacht van insecten uit de orde vliesvleugeligen (Hymenoptera) en de familie Ichneumonidae.

## Soorten
- B. acerba (Cresson, 1874)
- B. bicarinata (Cushman, 1931)
- B. bulbosa (Cushman, 1931)
- B. carinispinis (Cushman, 1931)
- B. cedrella Kasparyan & Ruiz-Cancino, 2003
- B. delphini Kasparyan & Ruiz-Cancino, 2003
- B. epimeron Kasparyan & Ruiz-Cancino, 2003
- B. hilaris Kasparyan & Ruiz-Cancino, 2003
- B. humerosa (Cushman, 1931)
- B. infracta (Cushman, 1931)
- B. paulula (Cresson, 1874)
- B. testacea (Taschenberg, 1876)
- B. texana Porter, 1977
- B. univittata (Cresson, 1874)